# Berthold II van Tirol
Berthold II van Tirol (overleden op 28 december 1181) was van 1180 tot aan zijn dood graaf van Tirol. Hij behoorde tot het huis Tirol.

## Levensloop
Berthold II was de oudste zoon van graaf Berthold I van Tirol en diens echtgenote Agnes, dochter van graaf Otto I van Ortenburg. 
In 1180 volgde hij samen met zijn jongere broer Hendrik I zijn vader op als graaf van Tirol. In 1181 stierf Berthold II. 
Omdat Berthold ongehuwd en kinderloos was gebleven, bleef zijn jongere broer Hendrik als enige graaf van Tirol over.